# Садек Гедаят

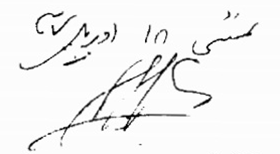
Підписа С.Гедаята

Садек Гедаят (перс. صادق هدایت‎‎, 17 лютого 1903  — 9 квітня 1951) — іранський письменник, перекладач. Мав також прізвисько «Іранський Кафка».

## Життєпис
Походив з аристократичної родині. Його прадідом був історик, поет і дипломат Мірза Реза Кулі-хан Гедаят (1800—1871). Дід — Джафар Кулі Гедаят — був міністром освіти при шахі Мозаффар ед-Дін-шахі.
Молодший син двоюрідних брата і сестри Мехді Кулі Гедаята, висого державного службовця, та Зіар-аль-Мульк. Садек Гедаят здобув середню освіту в Тегерані — спочатку в католицькому коледжі Сен-Луї, у 1914—1916 роках — в коледжу Дар ол-Фонун.
У 1925 році разом з дев'ятьма іншими випускниками був відправлений до Європи для вивчення інженерної справи. По завершенні навчання він повинен був поступити на службу до Міністерства шляхів сполучення. Проте Гедаята більше цікавили література, фольклор і історія. У 1926 році він отримав дозвіл вивчати французьку літературу. До 1930 року перебував у Франції та Бельгії. Тут у 1927 році написав свою першу новелу після невдалого самогубства (намагався втопитися у річці Марна) через кохання до парижанки Терези.
Гедаят повернувся в Іран, що не закінчивши навчання. Незважаючи на вмовляння родини, він відмовився знову їхати до Франції і влаштувався в Ірані дрібним банківським службовцям в Народному банку. Він обтяжувався цією роботою, вільний час проводив у спілкуванні з молодими іранськими інтелектуалами — письменниками, поетами, вченими.
У 1936 році на запрошення свого друга Садек близько року прожив в Бомбеї. В період життя в Бомбеї він написав і опублікував своє найвідоміше твір — повість «Сліпа сова».
З 1938 до 1941 року очолював секретаріат новостворенного Управління музики, метою якого була вестернізація традиційної іранської музики. У 1941 році, після зречення Рези-шаха та окупації північного Ірану радянськими військами, Управління було скасовано.
Після цього Гедаят влаштувався перекладачем на Факультет образотворчих мистецтв, де пропрацював до кінця 1940-х років. Крім того, він був членом редколегії впливового літературного журналу «Сохан» («Слово»), який видавав П. М. Ханлар. У цьому журналі опубліковано багато творів Гедаята.
Затоваришував з багатьма інтелектуалами-членами партії «Туде» і симпатизував ідеям реформістського крила партії, проте сам не займався політичною діяльністю. Він також співпрацював з Іранським товариством культурного зв'язку з СРСР. Частину своїх робіт С. Гедаят опублікував в друкованому органі Товариства — журналі «Паяме ноу» («Нова звістка»). Деякі розповіді Гедаята були надруковані в одній з трьох газет партії «Туде» — «Марді» («Народ»).
У 1945 році Гедаят розірвав відносини з партією «Туде» через її участь в азербайджанському повстанні проти уряду шаха Мохаммеда Рези Пахлаві.
Наступні роки принесли Гедаяту розчарування у всьому іранському — від політики і культури до побутових дрібниць. Його відносини з родиною були напруженими, твори піддавалися цензурі, літературна діяльність майже не приносила доходу, літератори старої школи ставилися до нього зі зневагою. Він став шукати заспокоєння в наркотиках і алкоголі.
У 1950 році перебирається до Парижу, сподіваючись знайти гідну роботу і суспільство іранських друзів-емігрантів. Незважаючи на клопоти знайомих, йому не вдалося отримати легальні підстави для життя у Франції, також зірвалися поїздки до Швейцарії і Великої Британії.
У 1951 році в нападі відчаю Садек Гедаят наклав на себе руки. Поховано на цвинтарі Пер-Лашез.

## Творчість
В доробку Садек Хедаяка є 15 новел, 17 статей з критики, 3 драми, 2 лекції щодо подорожей. Серед них виділяють наступні напрямки: романтична національна проза («Парвін — сасанідская дівчина», «Остання посмішка»), розповіді в стилі реалізму («Алявійе-ханум», «В пошуках пробачення»), сатира («Хаджі-ага») і психологічні твори («Сліпа сова», «Живцем похований»).
Також Гедаяту належать дослідження по іранському фольклору, переклади з мови пахлаві та французької мов, дослідні та критичні статті різної тематики.